# Quatrième circonscription de la Moselle
La 4e circonscription de Moselle, est la plus vaste du département.

## Description géographique et démographique

### De 1958 à 1986
Le département avait huit circonscriptions.
La quatrième circonscription de la Moselle était composée de :
- canton de Cattenom
- canton de Metzervisse
- canton de Sierck-les-Bains
- canton de Thionville

Source : Journal Officiel du 14-15 Octobre 1958.

### De 1988 à 2010
Le département avait dix circonscriptions.
La quatrième circonscription de la Moselle était délimitée par le découpage électoral de la loi no 86-1197 du 24 novembre 1986
, elle regroupait 10 divisions administratives.
Elle est restée marquée par sa division linguistique entre cantons historiquement francophones et dialectophones. Cette différence linguistique a souvent été considérée comme un facteur déterminant des attitudes électorales très clivées de la circonscription.
Quatre cantons étaient majoritairement dialectophones (au moins jusqu'en 1962) :
- Canton d'Albestroff
- Canton de Fénétrange
- Canton de Phalsbourg
- Canton de Sarrebourg

Six cantons, les moins peuplés, étaient majoritairement francophones :
- Canton de Château-Salins
- Canton de Delme
- Canton de Dieuze
- Canton de Lorquin
- Canton de Réchicourt-le-Château
- Canton de Vic-sur-Seille (canton le moins peuplé de Moselle).

D'après le recensement général de la population en 1999, réalisé par l'Institut national de la statistique et des études économiques (INSEE), la population de cette circonscription était estimée à 90 578 habitants,.

### Depuis 2012
Le redécoupage des circonscriptions législatives réalisé en 2010 et entrant en application à compter des élections législatives de juin 2012, a modifié le nombre de circonscriptions du département (passant de dix à neuf) et la composition de cette circonscription en y intégrant le canton de Grostenquin.

Carte de la quatrième circonscription de la Moselle de 1958 à 1986
Carte de la quatrième circonscription de la Moselle de 1986 à 2012

### Politique
Circonscription la plus vaste et pourtant la moins peuplée de Moselle, cette circonscription  reste assez largement rurale. L'antagonisme linguistique entre cantons dialectophones-germanophones et cantons francophones a longtemps représenté ici le facteur déterminant d'élections des députés. Lors des élections du Landtag d'Alsace-Lorraine de 1911 on retrouvait déjà cette séparation, les cantons francophones choisissant un élu du Bloc Lorrain (droite francophile), alors que les cantons germanophones se prononçaient pour le candidat du Zentrum (Centre Catholique). Les élections de 1919 à 1939 n'atténuèrent pas cette division. Au contraire, l'émergence d'un mouvement autonomiste catholique mosellan, fort à Fénétrange et Sarreguemines, opposé à la domination de la droite lorraine cliva un peu plus la circonscription. Enfin les élections de 1946 à 1958 ont perpétué le vote pour une droite modérée des cantons francophones - qui choisissaient alors la liste CNIP de Raymond Mondon - alors même que les cantons germanophones continuaient à se prononcer pour la démocratie-chrétienne, en votant pour la liste MRP de Robert Schuman.
Depuis 1958 les évolutions récentes ont certes atténué cette division, mais celle-ci reste tout de même encore très prégnante. Largement orientée à droite depuis 1958, les duels ont ainsi longtemps continué d'opposer la droite gaulliste, héritière des mouvements de la droite lorraine, à la démocratie-chrétienne. De 1958 à 1968 la circonscription connut de ce fait une certaine instabilité, alternant entre le MRP et l'UNR aux élections législatives. Les notables locaux restaient cependant pour une large part MRP ou CNIP. À la suite du score impressionnant réalisé par le général de Gaulle en 1965 (86 % au 2e tour son meilleur score national) l'élection d'un candidat MRP en 1967 apparut à beaucoup d'observateurs comme un paradoxe incompréhensible. Les gaullistes choisirent donc de parachuter une personnalité influente du gouvernement, le ministre de la défense puis premier ministre Pierre Messmer. Celui-ci domina la circonscription très largement de 1968 à 1988, se montrant capable de fédérer les cantons francophones et germanophones sur son nom, étant réélu au 1er tour à chaque élection de 1968 à 1988. Les candidats démocrates-chrétiens réalisaient alors de faibles scores, sans doute affaiblis sur leurs bases traditionnelles par le réflexe légitimiste d'une partie des électeurs de la circonscription.
Au regard des scores africains réalisés jusqu'alors par Pierre Messmer dans la circonscription, les élections de 1988 furent ressentis par la plupart des observateurs comme un « tremblement de terre » attirant même l'attention des médias nationaux sur la région de Sarrebourg. Pierre Messmer fut en effet battu d'une courte tête (50,4 %) par un candidat démocrate-chrétien, conseiller général de Sarrebourg, Aloyse Wahrhouver dissident du CDS, qui se déclarait proche de Michel Rocard et Pierre Méhaignerie. L'usure du pouvoir, ainsi qu'une mauvaise campagne locale explique l'échec de Messmer, qui avait par ailleurs fort à faire face à un candidat très implanté localement. À cette occasion le clivage linguistique réapparut à nouveau, les cantons germanophones choisissant largement Wahrhouver alors que les cantons francophones votaient à nouveau Messmer. Les élections de 1993, 1997 et 2002 renouvelèrent l'affrontement entre la droite gaulliste et le député sortant centriste, proche de la gauche. Cet affrontement se doubla d'une rivalité personnelle entre le maire de Sarrebourg, successeur et ex dauphin de Messmer, Alain Marty et le conseiller général de Sarrebourg et prétendant malheureux à la mairie, Aloyse Wahrhouver. Wahrhouver fut facilement réélu en triangulaire en 1993 et 1997, avec le soutien de la gauche au deuxième tour. À sa troisième tentative, en 2002, Alain Marty s'imposa assez nettement avec plus de 52 % contre lui.
La circonscription reste donc largement acquise à la droite et au centre-droit, ici très bien implantés dans l'ensemble des cantons. Les candidats officiels du PS n'ont jamais réalisé de scores importants et n'ont jamais été présents au deuxième tour, ils y ont soutenu Wahrhouver en 1993, 1997 et 2002. On peut difficilement classer l'électorat de ce dernier à gauche, si l'on compare par ailleurs les votes nationaux de la circonscription. Par ailleurs, la division linguistique impose toujours une division entre droite patriote et démocratie-chrétienne. À l'exception du canton de Sarrebourg l'ensemble des cantons dialectophones sont détenus par des démocrates-chrétiens; à l'opposé des proches du RPR détiennent les cantons francophones. On note par ailleurs une poussée assez généralisée du FN dans la circonscription, particulièrement dans le canton de Fénétrange. Jean-Marie Le Pen avait provoqué une très forte surprise en devançant Jacques Chirac à Sarrebourg en 1988. Il est arrivé en tête de la circonscription en 1995 et 2002.
Lors de la dernière élection présidentielle, la circonscription a choisi largement les candidatures de droite. En 1988, elle votait pour J. Chirac au second tour (53,4 %). En 1995, elle plaçait J.M Le Pen (26 %) en tête devant Édouard Balladur, soutenu par P. Messmer, (24,6 %), J. Chirac (18,5 %) et Lionel Jospin (14 %). Elle votait à plus de 60 % pour J. Chirac au second tour. En 2002, J.M Le Pen renouvelait sa performance de 1995 (26 %), devant J. Chirac (22,5 %) et L. Jospin (9,7 %).
Les échéances présidentielle et législative de 2007 ont sensiblement renforcé l'ancrage à droite de la circonscription, en accordant un fort score à Nicolas Sarkozy lors de la présidentielle, puis en confirmant le député sortant UMP A. Marty dès le premier tour des élections législatives. Le premier tour de l’élection présidentielle illustrait cette nette domination de la droite et du centre-droit. N. Sarkozy arrivait en tête avec 33,8 % des voix, dépassant de plus de 10 points le score de J. Chirac en 2002, et réalisant une performance d'une grande homogénéité géographique. Ses résultats variaient en effet de 32,8 % à Lorquin à 35,2 % à Sarrebourg, tant les cantons dialectophones que les cantons francophones s'étaient nettement prononcés pour lui. François Bayrou se plaçait en seconde position avec 19,7 % des voix, progressant nettement par rapport à son résultat de 2002. Il confirmait la bonne implantation de la démocratie chrétienne dans l'arrondissement, ses scores allant de 17,3 % à Réchicourt-le-Château à 21,9 % à Phalsbourg, réalisant de meilleures performances dans les cantons dialectophones.
J-M Le Pen, qui était arrivé en tête en 1995 et 2002, perdait plus de 10 points par rapport au résultat Le Pen+Mégret de 2002, n'obtenant plus que 17,5 %. Ses résultats variaient fortement, allant de 13,3 % à Vic-sur-Seille à 20 % à Albestroff, et ne dessinant pas une géographie précise. Enfin, Ségolène Royal arrivait en quatrième position, avec 15,4 %, elle améliorait légèrement le résultat de L. Jospin en 1995. La candidate PS réalisait de meilleures performances dans les cantons francophones que dans la partie dialectophone, ses résultats variant de 12,9 % à Fénétrange à 18,8 % à Château-Salins. Le second tour devait amplifier l'avance de N. Sarkozy, lui permettant de réaliser ici son meilleur résultat mosellan, avec près de 65 % des voix. Il dépassait 60 % dans l'ensemble des cantons de la circonscription, réalisant cependant de meilleures performances dans les cantons dialectophones, où il dépassait facilement 65 %, que dans les cantons francophones, où il obtenait en moyenne 62-63 % des voix, bénéficiant d'un très bon report des voix UDF et FN. L'avance du candidat UMP était très nette dans l'ensemble de la circonscription, et les points d'implantation de S. Royal restait très limités, voire inexistants dans certaines parties de la circonscription. La candidate PS reculait sensiblement par rapport à L. Jospin en 1995.
Les élections législatives de juin devaient confirmer cette large avance de la droite dans la circonscription, en permettant à A. Marty d'être réélu au premier tour avec 56,7 % des voix, alors même que la plupart des observateurs s'accordaient pour envisager un second tour. Le maire de Sarrebourg dépassait la majorité absolue dans l'ensemble des cantons, réalisant des scores homogènes allant de 54,2 % à Château-Salins à 60 % à Vic-sur-Seille, son avance étant aussi nette dans les cantons dialectophones que dans les cantons francophones. Il bénéficiait sans doute du retrait d'A. Wahrhouver et d'une implantation locale plus forte qu'en 2002. De fait, il retrouvait un score proche de ceux réalisés par P. Messmer dans les années 1980. Face au député sortant, c'est la candidate PS, O. Trompette, qui arrivait deuxième, avec 12,8 % des voix, un score en progression. Les performances de la candidate PS variaient fortement, elle ne dépassait pas 10 % à Fénétrange et Phalsbourg, 11 % dans les autres cantons dialectophones. À l'inverse, ses performances étaient meilleures dans les cantons francophones, allant jusqu'à 17,5 % à Château-Salins. Le grand perdant de ces élections restait cependant le maire de Phalsbourg, D. Kocher (Modem), qui ne réalisait que 10,1 % des voix. Ses résultats variant très fortement, de 7,3 % à Dieuze à 16 % à Phalsbourg. Globalement, il ne dépassait 10 % dans les cantons francophones, mais arrivait deuxième dans la partie dialectophone.
Au sortir des consultations de l'année 2007, l'ancrage à droite de la circonscription apparaît renforcé, Nicolas Sarkozy ayant réalisé la meilleure performance d'un candidat de droite depuis Valéry Giscard d'Estaing en 1981. La géographie électorale apparaît cependant plus homogène, affirmant une nette domination de la droite dans l'ensemble des cantons. La partie dialectophone reste par ailleurs plus fortement ancrée à droite, cette domination dépassant 66 %, et nettement plus défavorable au PS, sa candidate n'arrivant que troisième aux législatives après la quatrième place obtenue par S. Royal le 22 avril. Le retour à un haut niveau du centre-droit, à travers la deuxième place de F. Bayrou le 22 avril, s'est surtout manifesté dans la partie dialectophone, retrouvant ici un électorat traditionnel, où il a dépassé 20 %. Cependant une large partie de l'électorat UDF n'a pas suivi ici la position de F. Bayrou, se reportant largement sur N. Sarkozy au second tour, s'inscrivant ainsi nettement au centre-droit, ce que devait confirmer la faible performance du candidat Modem aux législatives. L'extrême droite, qui avait ici représenté plus de 25 % des voix, a considérablement et homogènement chuté dans la circonscription, ne réalisant plus que 6 % des voix lors des législatives, une large partie de cet électorat s'étant porté vers A. Marty et l'abstention. Enfin, la gauche reste ici très faible, S. Royal n'ayant pas retrouvé le score de L. Jospin en 1995, elle ne dispose pas de véritables points d'appuis, elle n'a été majoritaire que dans quatre communes le 6 mai. La performance de la candidate PS le 10 juin a confirmé cette faiblesse, même si celle-ci a pu bénéficier une partie des anciens votes pour Aloyse Warhouver.

## Historique des députations
| Législature | Début de mandat | Fin de mandat  | Député            | Parti politique | Observations |
| ----------- | --------------- | -------------- | ----------------- | --------------- | --- |
| Ire         | 9 décembre 1958 | 9 octobre 1962 | Georges Thomas    | MRP             | Conseiller général de Phalsbourg, maire de Dannelbourg Mandat écourté à la suite d'une dissolution parlementaire décidée par Charles de Gaulle.                                    |
| IIe         | 6 décembre 1962 | 2 avril 1967   | Henri Karcher     | UDR             | |
| IIIe        | 3 avril 1967    | 30 mai 1968    | Georges Thomas    | CD-MRP          | Conseiller général de Phalsbourg, maire de Dannelbourg Mandat écourté à la suite d'une dissolution parlementaire décidée par Charles de Gaulle.                                    |
| IVe         | 11 juillet 1968 | 1er avril 1973 | Pierre Messmer    | UDR             | Ministre de la défense |
| Ve          | 2 avril 1973    | 2 avril 1978   | Pierre Messmer    | UDR             | Maire de Sarrebourg, Premier Ministre |
| VIe         | 3 avril 1978    | 22 mai 1981    | Pierre Messmer    | RPR             | Maire de Sarrebourg Mandat écourté à la suite d'une dissolution parlementaire décidée par François Mitterrand.                                                                     |
| VIIe        | 2 juillet 1981  | 1er avril 1986 | Pierre Messmer    | RPR             | Maire de Sarrebourg |
| VIIIe       | 2 avril 1986    | 14 mai 1988    | Pierre Messmer    | RPR             | Maire de Sarrebourg Proportionnelle par département, pas de député par circonscription. Mandat écourté à la suite d'une dissolution parlementaire décidée par François Mitterrand. |
| IXe         | 23 juin 1988    | 1er avril 1993 | Aloyse Warhouver  | UDF-CDS         | Conseiller général de Sarrebourg |
| Xe          | 2 avril 1993    | 21 avril 1997  | Aloyse Warhouver  | DVG             | Maire de Xouaxange Mandat écourté à la suite d'une dissolution parlementaire décidée par Jacques Chirac.                                                                           |
| XIe         | 12 juin 1997    | 18 juin 2002   | Aloyse Warhouver  | DVG             | Maire de Xouaxange |
| XIIe        | 19 juin 2002    | 19 juin 2007   | Alain Marty       | UMP             | Maire de Sarrebourg |
| XIIIe       | 20 juin 2007    | 19 juin 2012   | Alain Marty       | UMP             | Maire de Sarrebourg |
| XIVe        | 20 juin 2012    | 20 juin 2017   | Alain Marty       | UMP             | Maire de Sarrebourg |
| XVe         | 21 juin 2017    | 21 juin 2022   | Fabien Di Filippo | LR              | |
| XVIe        | 22 juin 2022    | 9 juin 2024    | Fabien Di Filippo | LR              | Mandat écourté à la suite d'une dissolution parlementaire décidée par Emmanuel Macron.                                                                                             |
| XVIIe       | 8 juillet 2024  | En cours       | Fabien Di Filippo | LR              | |

## Historique des élections

### Élections de 1958
|                | Robert Schuman élu | MRP            | 22 138 | 67,76  |  |  |  |
|                | Nicolas Schuller   | SFIO           | 6 073  | 18,59  |  |  |  |
|                | Georges Schmidt    | PCF            | 4 461  | 13,65  |  |  |  |
|                |                    |                |        |        |  |  |  |
| Inscrits       | Inscrits           | Inscrits       | 47 261 | 100,00 |  |  |  |
| Abstentions    | Abstentions        | Abstentions    | 11 924 | 25,23  |  |  |  |
| Votants        | Votants            | Votants        | 35 337 | 74,77  |  |  |  |
| Blancs et nuls | Blancs et nuls     | Blancs et nuls | 2 665  | 7,54   |  |  |  |
| Exprimés       | Exprimés           | Exprimés       | 32 672 | 92,46  |  |  |  |

Le suppléant de Robert Schuman était Georges Ditsch, avocat, maire de Thionville, conseiller général du canton de Sierck-les-Bains.

### Élections de 1962
| Candidat       | Candidat               | Parti          | Premier tour | Premier tour | Second tour | Second tour |  |
| Candidat       | Candidat               | Parti          | Voix         | %            | Voix        | %           |  |
| -------------- | ---------------------- | -------------- | ------------ | ------------ | ----------- | ----------- |  |
|                | Maurice Schnebelen élu | RI             | 14 726       | 42,31        | 19 233      | 52          |  |
|                | Georges Ditsch         | MRP            | 13 661       | 39,25        | 13 397      | 36,22       |  |
|                | René de Matteis        | PCF            | 3 961        | 11,38        | 4 358       | 11,78       |  |
|                | Nicolas Schuller       | SFIO           | 2 458        | 7,06         | Retrait     | Retrait     |  |
|                |                        |                |              |              |             |             |  |
| Inscrits       | Inscrits               | Inscrits       | 52 961       | 100,00       | 52 955      | 100,00      |  |
| Abstentions    | Abstentions            | Abstentions    | 16 755       | 31,64        | 15 051      | 28,42       |  |
| Votants        | Votants                | Votants        | 36 206       | 68,36        | 37 904      | 71,58       |  |
| Blancs et nuls | Blancs et nuls         | Blancs et nuls | 1 400        | 3,87         | 916         | 2,42        |  |
| Exprimés       | Exprimés               | Exprimés       | 34 806       | 96,13        | 36 988      | 97,58       |  |

Le suppléant de Maurice Schnebelen était Robert Schmitt, adjoint au maire de Basse-Yutz.

### Élections de 1967
| Candidat       | Candidat                         | Parti                     | Premier tour | Premier tour | Second tour | Second tour |  |
| Candidat       | Candidat                         | Parti                     | Voix         | %            | Voix        | %           |  |
| -------------- | -------------------------------- | ------------------------- | ------------ | ------------ | ----------- | ----------- |  |
|                | Maurice Schnebelen sortant réélu | RI                        | 17 058       | 37,1         | 20 503      | 47,03       |  |
|                | Paul Dalmar                      | Divers droite (Gaulliste) | 9 018        | 19,61        | Retrait     | Retrait     |  |
|                | René de Matteis                  | PCF                       | 8 175        | 17,78        | 12 102      | 27,76       |  |
|                | Sylvie de Sélancy                | CD (PDM)                  | 7 789        | 16,94        | 10 988      | 25,21       |  |
|                | Joseph Pellizzari                | FGDS                      | 3 936        | 8,56         |             |             |  |
|                |                                  |                           |              |              |             |             |  |
| Inscrits       | Inscrits                         | Inscrits                  | 57 532       | 100,00       | 57 520      | 100,00      |  |
| Abstentions    | Abstentions                      | Abstentions               | 10 126       | 17,6         | 12 505      | 21,74       |  |
| Votants        | Votants                          | Votants                   | 47 406       | 82,4         | 45 015      | 78,26       |  |
| Blancs et nuls | Blancs et nuls                   | Blancs et nuls            | 1 430        | 3,02         | 1 422       | 3,16        |  |
| Exprimés       | Exprimés                         | Exprimés                  | 45 976       | 96,98        | 43 593      | 96,84       |  |

Le suppléant de Maurice Schnebelen était Jean Schmidt, maitre-imprimeur à Thionville, adjoint au maire de Basse-Yutz.

### Élections de 1968
| Candidat       | Candidat                         | Parti                     | Premier tour | Premier tour | Second tour | Second tour |  |
| Candidat       | Candidat                         | Parti                     | Voix         | %            | Voix        | %           |  |
| -------------- | -------------------------------- | ------------------------- | ------------ | ------------ | ----------- | ----------- |  |
|                | Maurice Schnebelen sortant réélu | RI (URP)                  | 15 455       | 36,04        | 22 843      | 57,27       |  |
|                | Paul Dalmar                      | Divers droite (Gaulliste) | 9 274        | 21,63        | Retrait     | Retrait     |  |
|                | René de Matteis                  | PCF                       | 6 763        | 15,77        | 9 242       | 23,17       |  |
|                | Sylvie de Sélancy                | CD (PDM)                  | 6 432        | 15           | 7 800       | 19,56       |  |
|                | Marcel Grégoire                  | PSU                       | 3 337        | 7,78         |             |             |  |
|                | Lucien Klein                     | FGDS (SFIO)               | 1 622        | 3,78         |             |             |  |
|                |                                  |                           |              |              |             |             |  |
| Inscrits       | Inscrits                         | Inscrits                  | 57 933       | 100,00       | 57 932      | 100,00      |  |
| Abstentions    | Abstentions                      | Abstentions               | 14 052       | 24,26        | 16 989      | 29,33       |  |
| Votants        | Votants                          | Votants                   | 43 881       | 75,74        | 40 943      | 70,67       |  |
| Blancs et nuls | Blancs et nuls                   | Blancs et nuls            | 998          | 2,27         | 1 058       | 2,58        |  |
| Exprimés       | Exprimés                         | Exprimés                  | 42 883       | 97,73        | 39 885      | 97,42       |  |

Le suppléant de Maurice Schnebelen était Jean Schmidt.

### Élections de 1973
| Candidat       | Candidat                         | Parti          | Premier tour | Premier tour | Second tour | Second tour |  |
| Candidat       | Candidat                         | Parti          | Voix         | %            | Voix        | %           |  |
| -------------- | -------------------------------- | -------------- | ------------ | ------------ | ----------- | ----------- |  |
|                | Maurice Schnebelen sortant réélu | RI (URP)       | 17 134       | 33,42        | 25 783      | 53,94       |  |
|                | Sylvie de Sélancy                | CD (MR)        | 12 710       | 24,79        | 201         | 0,42        |  |
|                | René de Matteis                  | PCF            | 11 260       | 21,97        | 21 818      | 45,64       |  |
|                | Jean-Claude Bouillé              | PS (UGSD)      | 8 654        | 16,88        | Retrait     | Retrait     |  |
|                | Gérard Eppstein                  | LO             | 1 504        | 2,93         |             |             |  |
|                |                                  |                |              |              |             |             |  |
| Inscrits       | Inscrits                         | Inscrits       | 63 940       | 100,00       | 62 984      | 100,00      |  |
| Abstentions    | Abstentions                      | Abstentions    | 11 263       | 17,61        | 11 680      | 18,54       |  |
| Votants        | Votants                          | Votants        | 52 677       | 82,39        | 51 304      | 81,46       |  |
| Blancs et nuls | Blancs et nuls                   | Blancs et nuls | 1 415        | 2,69         | 3 502       | 6,83        |  |
| Exprimés       | Exprimés                         | Exprimés       | 51 262       | 97,31        | 47 802      | 93,17       |  |

Le suppléant de Maurice Schnebelen était Henri Ferretti, avocat, conseiller municipal de Thionville. Henri Ferretti remplaça Maurice Schnebelen, décédé, du 26 mars 1976 au 2 avril 1978.

### Élections de 1978
| Candidat       | Candidat                     | Parti          | Premier tour | Premier tour | Second tour | Second tour |  |
| Candidat       | Candidat                     | Parti          | Voix         | %            | Voix        | %           |  |
| -------------- | ---------------------------- | -------------- | ------------ | ------------ | ----------- | ----------- |  |
|                | Henri Ferretti sortant réélu | UDF (PR)       | 17 079       | 27,14        | 36 308      | 57,15       |  |
|                | René de Matteis              | PCF            | 14 429       | 22,93        | 27 219      | 42,85       |  |
|                | Jean-Claude Bouillé          | PS             | 13 207       | 20,98        | Retrait     | Retrait     |  |
|                | Thierry Burkard              | RPR            | 9 855        | 15,66        |             |             |  |
|                | Sylvie de Sélancy            | diss. UDF      | 6 056        | 9,62         |             |             |  |
|                | Dominique Abeille            | LO             | 1 096        | 1,74         |             |             |  |
|                | François Coubez              | Divers droite  | 720          | 1,14         |             |             |  |
|                | Marcel Grégoire              | UOPDP          | 489          | 0,78         |             |             |  |
|                | J. Pellizzari                | MDSF           | 6            | 0,01         |             |             |  |
|                |                              |                |              |              |             |             |  |
| Inscrits       | Inscrits                     | Inscrits       | 76 124       | 100,00       | 75 413      | 100,00      |  |
| Abstentions    | Abstentions                  | Abstentions    | 11 841       | 15,55        | 9 816       | 13,02       |  |
| Votants        | Votants                      | Votants        | 64 283       | 84,45        | 65 597      | 86,98       |  |
| Blancs et nuls | Blancs et nuls               | Blancs et nuls | 1 346        | 2,09         | 2 070       | 3,16        |  |
| Exprimés       | Exprimés                     | Exprimés       | 62 937       | 97,91        | 63 527      | 96,84       |  |

Le suppléant d'Henri Ferretti était Jean-Pierre Heitz, maire d'Illange.

### Élections de 1981
| Candidat       | Candidat               | Parti          | Premier tour | Premier tour | Second tour | Second tour |  |
| Candidat       | Candidat               | Parti          | Voix         | %            | Voix        | %           |  |
| -------------- | ---------------------- | -------------- | ------------ | ------------ | ----------- | ----------- |  |
|                | Henri Ferretti sortant | UDF (PR)       | 22 594       | 43,03        | 25 626      | 44,71       |  |
|                | Robert Malgras élu     | PS             | 20 255       | 38,57        | 31 692      | 55,29       |  |
|                | René De Matteis        | PCF            | 7 826        | 14,90        | Retrait     | Retrait     |  |
|                | François Coubez        | Divers droite  | 1 248        | 2,38         |             |             |  |
|                | Guy Perrier            | Divers gauche  | 589          | 1,12         |             |             |  |
|                |                        |                |              |              |             |             |  |
| Inscrits       | Inscrits               | Inscrits       | 77 740       | 100,00       | 77 747      | 100,00      |  |
| Abstentions    | Abstentions            | Abstentions    | 24 208       | 31,14        | 19 355      | 24,89       |  |
| Votants        | Votants                | Votants        | 53 532       | 68,86        | 58 392      | 75,11       |  |
| Blancs et nuls | Blancs et nuls         | Blancs et nuls | 1 020        | 1,91         | 1 074       | 1,84        |  |
| Exprimés       | Exprimés               | Exprimés       | 52 512       | 98,09        | 57 318      | 98,16       |  |

Le suppléant de Robert Malgras était René Baryga, directeur d'école, conseiller général du canton de Cattenom, maire de Rodemack.

### Élections de 1988
| Candidat       | Candidat               | Parti          | Premier tour | Premier tour | Second tour | Second tour |  |
| Candidat       | Candidat               | Parti          | Voix         | %            | Voix        | %           |  |
| -------------- | ---------------------- | -------------- | ------------ | ------------ | ----------- | ----------- |  |
|                | Pierre Messmer sortant | RPR (URC)      | 19 842       | 43,52        | 23 405      | 49,31       |  |
|                | Aloyse Warhouver élu   | diss. UDF      | 14 039       | 30,79        | 24 059      | 50,69       |  |
|                | Bernard Babault        | PS             | 7 053        | 15,47        |             |             |  |
|                | Bernard Brion          | FN             | 3 563        | 7,81         |             |             |  |
|                | André Chmielewski      | PCF            | 932          | 2,04         |             |             |  |
|                | Marc Joliwald          | POE            | 168          | 0,37         |             |             |  |
|                |                        |                |              |              |             |             |  |
| Inscrits       | Inscrits               | Inscrits       | 65 824       | 100,00       | 65 803      | 100,00      |  |
| Abstentions    | Abstentions            | Abstentions    | 19 219       | 29,2         | 17 107      | 26          |  |
| Votants        | Votants                | Votants        | 46 605       | 70,8         | 48 696      | 74          |  |
| Blancs et nuls | Blancs et nuls         | Blancs et nuls | 1 008        | 2,16         | 1 232       | 2,53        |  |
| Exprimés       | Exprimés               | Exprimés       | 45 597       | 97,84        | 47 464      | 97,47       |  |

La suppléante d'Aloyse Warhouver était Jacqueline Warhouver, son épouse.

### Élections de 1993
| Candidat       | Candidat                       | Parti          | Premier tour | Premier tour | Second tour | Second tour |  |
| Candidat       | Candidat                       | Parti          | Voix         | %            | Voix        | %           |  |
| -------------- | ------------------------------ | -------------- | ------------ | ------------ | ----------- | ----------- |  |
|                | Aloyse Warhouver sortant réélu | MDR            | 15 815       | 35,28        | 24 419      | 54,65       |  |
|                | Alain Marty                    | RPR (UPF)      | 14 646       | 32,67        | 20 260      | 45,35       |  |
|                | Bernard Brion                  | FN             | 5 905        | 13,17        |             |             |  |
|                | Daniel Béguin                  | Les Verts (EÉ) | 2 335        | 5,21         |             |             |  |
|                | Charles Trompette              | PS (ADFP)      | 2 101        | 4,69         |             |             |  |
|                | Philippe Kauffmann             | Divers         | 1 844        | 4,11         |             |             |  |
|                | Gilberte Guérin                | LT-LNÉ         | 1 523        | 3,4          |             |             |  |
|                | André Chmielewski              | PCF            | 663          | 1,48         |             |             |  |
|                |                                |                |              |              |             |             |  |
| Inscrits       | Inscrits                       | Inscrits       | 66 204       | 100,00       | 66 192      | 100,00      |  |
| Abstentions    | Abstentions                    | Abstentions    | 18 997       | 28,69        | 18 780      | 28,37       |  |
| Votants        | Votants                        | Votants        | 47 207       | 71,31        | 47 412      | 71,63       |  |
| Blancs et nuls | Blancs et nuls                 | Blancs et nuls | 2 375        | 5,03         | 2 733       | 5,76        |  |
| Exprimés       | Exprimés                       | Exprimés       | 44 832       | 94,97        | 44 679      | 94,24       |  |

La suppléante d'Aloyse Warhouver était Jacqueline Warhouver.

### Élections de 1997
| Candidat       | Candidat                       | Parti          | Premier tour | Premier tour | Second tour | Second tour |  |
| Candidat       | Candidat                       | Parti          | Voix         | %            | Voix        | %           |  |
| -------------- | ------------------------------ | -------------- | ------------ | ------------ | ----------- | ----------- |  |
|                | Aloyse Warhouver sortant réélu | Divers gauche  | 13 802       | 30,85        | 22 247      | 48,03       |  |
|                | Alain Marty                    | RPR            | 11 511       | 25,73        | 15 247      | 32,92       |  |
|                | Bernard Brion                  | FN             | 9 146        | 20,44        | 8 827       | 19,06       |  |
|                | Charles Trompette              | PS             | 4 361        | 9,75         |             |             |  |
|                | Daniel Béguin                  | Les Verts      | 2 753        | 6,15         |             |             |  |
|                | Danièle Hanryon                | LO             | 1 437        | 3,21         |             |             |  |
|                | Francisque Ravoire             | LDI (MPF)      | 932          | 2,08         |             |             |  |
|                | Céline Chamagne                | PCF            | 800          | 1,79         |             |             |  |
|                |                                |                |              |              |             |             |  |
| Inscrits       | Inscrits                       | Inscrits       | 65 837       | 100,00       | 65 835      | 100,00      |  |
| Abstentions    | Abstentions                    | Abstentions    | 18 831       | 28,6         | 17 337      | 26,33       |  |
| Votants        | Votants                        | Votants        | 47 006       | 71,4         | 48 498      | 73,67       |  |
| Blancs et nuls | Blancs et nuls                 | Blancs et nuls | 2 264        | 4,82         | 2 177       | 4,49        |  |
| Exprimés       | Exprimés                       | Exprimés       | 44 742       | 95,18        | 46 321      | 95,51       |  |

La suppléante d'Aloyse Warhouver était Jacqueline Warhouver.

### Élections de 2002
| Candidat       | Candidat                 | Parti               | Premier tour | Premier tour | Second tour | Second tour |  |
| Candidat       | Candidat                 | Parti               | Voix         | %            | Voix        | %           |  |
| -------------- | ------------------------ | ------------------- | ------------ | ------------ | ----------- | ----------- |  |
|                | Alain Marty élu          | UMP                 | 14 316       | 35,64        | 19 189      | 52,78       |  |
|                | Aloyse Warhouver sortant | PRG (PS, Les Verts) | 11 700       | 29,13        | 17 170      | 47,22       |  |
|                | Bernard Brion            | FN                  | 6 355        | 15,82        |             |             |  |
|                | Jean-Luc Chaigneau       | RPF                 | 3 213        | 8            |             |             |  |
|                | Marie-Thérèse Petitjean  | Divers droite       | 957          | 2,38         |             |             |  |
|                | Danièle Hanryon          | LO                  | 866          | 2,16         |             |             |  |
|                | Christine Bréchemier     | Pôle républicain    | 754          | 1,88         |             |             |  |
|                | Pierre Mouchot           | Divers écologiste   | 719          | 1,79         |             |             |  |
|                | Yvette Siegel            | GÉ                  | 408          | 1,02         |             |             |  |
|                | Jacques Alliot           | CPNT                | 330          | 0,82         |             |             |  |
|                | Simone Pierre            | MNR                 | 314          | 0,78         |             |             |  |
|                | Jean-Marie Caspard       | MPF                 | 231          | 0,58         |             |             |  |
|                |                          |                     |              |              |             |             |  |
| Inscrits       | Inscrits                 | Inscrits            | 67 943       | 100,00       | 67 935      | 100,00      |  |
| Abstentions    | Abstentions              | Abstentions         | 26 575       | 39,11        | 29 514      | 43,44       |  |
| Votants        | Votants                  | Votants             | 41 368       | 60,89        | 38 421      | 56,56       |  |
| Blancs et nuls | Blancs et nuls           | Blancs et nuls      | 1 205        | 2,91         | 2 062       | 5,37        |  |
| Exprimés       | Exprimés                 | Exprimés            | 40 163       | 97,09        | 36 359      | 94,63       |  |

Le suppléant d'Alain Marty était Fernand Lormant, cadre, maire de Dieuze, conseiller général du canton de Dieuze.

### Élections de 2007
|                | Alain Marty sortant réélu  | UMP            | 22 144 | 56,67  |  |  |  |
|                | Olivia Chaponet            | PS             | 5 015  | 12,83  |  |  |  |
|                | Dany Kocher                | UDF–MoDem      | 3 944  | 10,09  |  |  |  |
|                | Nathalie Pigeot            | FN             | 2 768  | 7,08   |  |  |  |
|                | Daniel Béguin              | Les Verts      | 1 746  | 4,47   |  |  |  |
|                | Monique Marquet            | MÉI            | 753    | 1,93   |  |  |  |
|                | Catherine Stotzky          | LCR            | 594    | 1,52   |  |  |  |
|                | Estelle Gallot             | PCF            | 461    | 1,18   |  |  |  |
|                | Annie Rieupet              | LO             | 446    | 1,14   |  |  |  |
|                | Laurent Vaucher            | MPF            | 406    | 1,04   |  |  |  |
|                | Simone Pierre              | MNR            | 248    | 0,63   |  |  |  |
|                | Yves Baccichetti           | Divers         | 230    | 0,59   |  |  |  |
|                | Brigitte Zerres-Mijailovic | PRG            | 218    | 0,56   |  |  |  |
|                | Laurent Simon              | S&P            | 100    | 0,26   |  |  |  |
|                |                            |                |        |        |  |  |  |
| Inscrits       | Inscrits                   | Inscrits       | 69 857 | 100,00 |  |  |  |
| Abstentions    | Abstentions                | Abstentions    | 29 586 | 42,35  |  |  |  |
| Votants        | Votants                    | Votants        | 40 271 | 57,65  |  |  |  |
| Blancs et nuls | Blancs et nuls             | Blancs et nuls | 1 198  | 2,97   |  |  |  |
| Exprimés       | Exprimés                   | Exprimés       | 39 073 | 97,03  |  |  |  |

### Élections de 2012
| Candidat       | Candidat                  | Parti          | Premier tour | Premier tour | Second tour | Second tour |  |
| Candidat       | Candidat                  | Parti          | Voix         | %            | Voix        | %           |  |
| -------------- | ------------------------- | -------------- | ------------ | ------------ | ----------- | ----------- |  |
|                | Alain Marty sortant réélu | UMP            | 18 362       | 39,80        | 19 273      | 41,39       |  |
|                | Jean-Yves Schaff          | PS             | 13 471       | 29,20        | 15 940      | 34,23       |  |
|                | Cassandre Fristot         | RBM (FN)       | 11 180       | 24,23        | 11 356      | 24,39       |  |
|                | Estelle Gallot            | FG (PCF)       | 1 454        | 3,15         |             |             |  |
|                | Corinne Morgen            | MÉI            | 697          | 1,51         |             |             |  |
|                | Florence Thomas           | AÉI            | 557          | 1,21         |             |             |  |
|                | Annelyse Jacquel          | LO             | 416          | 0,90         |             |             |  |
|                |                           |                |              |              |             |             |  |
| Inscrits       | Inscrits                  | Inscrits       | 81 179       | 100,00       | 81 175      | 100,00      |  |
| Abstentions    | Abstentions               | Abstentions    | 34 232       | 42,17        | 33 875      | 41,73       |  |
| Votants        | Votants                   | Votants        | 46 947       | 57,83        | 47 300      | 58,27       |  |
| Blancs et nuls | Blancs et nuls            | Blancs et nuls | 810          | 1,73         | 731         | 1,55        |  |
| Exprimés       | Exprimés                  | Exprimés       | 46 137       | 98,27        | 46 569      | 98,45       |  |

### Élections de 2017
|                                                                             |                                                                           |                           |                           |                          |                          |
|                                                                             |                                                                           | Premier tour 11 juin 2017 | Premier tour 11 juin 2017 | Second tour 18 juin 2017 | Second tour 18 juin 2017 |
|                                                                             |                                                                           |                           |                           |                          |                          |
|                                                                             |                                                                           | Nombre                    | % des inscrits            | Nombre                   | % des inscrits           |
| Inscrits                                                                    | Inscrits                                                                  | 81 481                    | 100,00                    | 81 476                   | 100,00                   |
| Abstentions                                                                 | Abstentions                                                               | 43 049                    | 52,83                     | 47 773                   | 58,63                    |
| Votants                                                                     | Votants                                                                   | 38 432                    | 47,17                     | 33 703                   | 41,37                    |
|                                                                             |                                                                           |                           | % des votants             |                          | % des votants            |
| Bulletins blancs                                                            | Bulletins blancs                                                          | 793                       | 2,06                      | 2 668                    | 7,92                     |
| Bulletins nuls                                                              | Bulletins nuls                                                            | 239                       | 0,62                      | 844                      | 2,50                     |
| Suffrages exprimés                                                          | Suffrages exprimés                                                        | 37 400                    | 97,31                     | 30 191                   | 89,58                    |
|                                                                             |                                                                           |                           |                           |                          |                          |
| Candidat Étiquette politique (partis et alliances)                          | Candidat Étiquette politique (partis et alliances)                        | Voix                      | % des exprimés            | Voix                     | % des exprimés           |
|                                                                             |                                                                           |                           |                           |                          |                          |
|                                                                             | Mathilde Huchot La République en marche !                                 | 10 198                    | 27,27                     | 14 102                   | 46,71                    |
|                                                                             | Fabien Di Filippo Les Républicains (Union des démocrates et indépendants) | 6 976                     | 18,65                     | 16 089                   | 53,29                    |
|                                                                             | Amélie de La Rochère Front national                                       | 6 853                     | 18,32                     |                          |                          |
|                                                                             | Patrick Reichheld Divers droite                                           | 3 544                     | 9,48                      |                          |                          |
|                                                                             | Emmanuel Riehl Sans étiquette                                             | 2 593                     | 6,93                      |                          |                          |
|                                                                             | Catherine Grosse La France insoumise                                      | 2 234                     | 5,97                      |                          |                          |
|                                                                             | Rémy Hamant Parti socialiste                                              | 1 229                     | 3,29                      |                          |                          |
|                                                                             | Brigitte Albertus Europe Écologie Les Verts                               | 959                       | 2,56                      |                          |                          |
|                                                                             | Didier Conte Debout la France                                             | 742                       | 1,98                      |                          |                          |
|                                                                             | Cédric Soualmia Divers droite                                             | 691                       | 1,85                      |                          |                          |
|                                                                             | Philippe Mouraux 57-Le Parti des Mosellans                                | 417                       | 1,11                      |                          |                          |
|                                                                             | Hélène Girardot Parti communiste français                                 | 379                       | 1,01                      |                          |                          |
|                                                                             | Simon Giessinger Union populaire républicaine                             | 263                       | 0,70                      |                          |                          |
|                                                                             | Pierre Nordemann Lutte ouvrière                                           | 220                       | 0,59                      |                          |                          |
|                                                                             | Norbert Degrelle Union des Patriotes                                      | 102                       | 0,27                      |                          |                          |
|                                                                             | Lise Gerdil Divers droite                                                 | 0                         | 0,00                      |                          |                          |
| Source : Ministère de l'Intérieur - Quatrième circonscription de la Moselle |                                                                           |                           |                           |                          |                          |

### Élections de 2022
| Résultats des élections législatives des 12 et 19 juin 2022 de la 4e circonscription de la Moselle |                          |                          |                          |              |              |             |             |
| Candidat                                                                                           | Candidat                 | Parti et coalition       | Nuance                   | Premier tour | Premier tour | Second tour | Second tour |
| Candidat                                                                                           | Candidat                 | Parti et coalition       | Nuance                   | Voix         | %            | Voix        | %           |
| | Fabien Di Filippo        | LR (UDC)                 | LR                       | 17 014       | 45,98        | 22 655      | 69,30       |
| | Michel Rambour           | RN                       | RN                       | 7 853        | 21,22        | 10 038      | 30,70       |
| | Émilie Crenner           | MoDem (Ens)              | ENS                      | 4 973        | 13,44        |             |             |
| | Hélène Girardot          | PCF (NUPES)              | NUP                      | 4 912        | 13,28        |             |             |
| | Chloé Konarski           | REC                      | REC                      | 1 158        | 3,13         |             |             |
| | Éric Vilain              | LP (UPF)                 | DSV                      | 568          | 1,54         |             |             |
| | Marc Baud-Berthier       | LO                       | DXG                      | 354          | 0,96         |             |             |
| | Antonin Van Der Straeten | RS                       | DSV                      | 169          | 0,46         |             |             |
| Votes valides                                                                                      | Votes valides            | Votes valides            | Votes valides            | 37 002       | 98,21        | 32 693      | 94,93       |
| Votes blancs                                                                                       | Votes blancs             | Votes blancs             | Votes blancs             | 537          | 1,43         | 1 407       | 4,09        |
| Votes nuls                                                                                         | Votes nuls               | Votes nuls               | Votes nuls               | 139          | 0,37         | 338         | 0,98        |
| Total                                                                                              | Total                    | Total                    | Total                    | 37 687       | 100          | 34 438      | 100         |
| Abstention                                                                                         | Abstention               | Abstention               | Abstention               | 43 316       | 53,48        | 46 555      | 57,48       |
| Inscrits / participation                                                                           | Inscrits / participation | Inscrits / participation | Inscrits / participation | 80 994       | 46,52        | 80 993      | 42,52       |

### Élections de 2024
| Candidat                 | Candidat                 | Parti et coalition       | Nuance                   | Premier tour | Premier tour | Second tour | Second tour |
| Candidat                 | Candidat                 | Parti et coalition       | Nuance                   | Voix         | %            | Voix        | %           |
| ------------------------ | ------------------------ | ------------------------ | ------------------------ | ------------ | ------------ | ----------- | ----------- |
|                          | Océane Simon             | RN                       | RN                       | 22 265       | 42,66        | 24 127      | 45,17       |
|                          | Fabien Di Filippo        | LR (UDC)                 | LR                       | 18 659       | 35,75        | 29 287      | 54,83       |
|                          | Hélène Girardot          | PCF (NFP)                | UG                       | 6 156        | 11,80        |             |             |
|                          | Émilie Crenner           | MoDem (ENS)              | ENS                      | 4 191        | 8,03         |             |             |
|                          | Jean-Philippe Bott       | REC                      | REC                      | 464          | 0,89         |             |             |
|                          | Marc Baud-Berthier       | LO                       | EXG                      | 438          | 0,84         |             |             |
|                          | Léna Decker              | 57-PDM (R&PS)            | REG                      | 17           | 0,03         |             |             |
|                          |                          |                          |                          |              |              |             |             |
| Votes valides            | Votes valides            | Votes valides            | Votes valides            | 52 190       | 97,93        | 53 414      | 97,29       |
| Votes blancs             | Votes blancs             | Votes blancs             | Votes blancs             | 703          | 1,32         | 1 118       | 2,04        |
| Votes nuls               | Votes nuls               | Votes nuls               | Votes nuls               | 400          | 0,75         | 369         | 0,67        |
| Total                    | Total                    | Total                    | Total                    | 53 293       | 100          | 54 901      | 100         |
| Abstention               | Abstention               | Abstention               | Abstention               | 27 484       | 34,02        | 25 885      | 32,04       |
| Inscrits / participation | Inscrits / participation | Inscrits / participation | Inscrits / participation | 80 777       | 65,98        | 80 786      | 67,96       |